# Escala microscópica
Escala microscópica é a escala de objetos e fenómenos mais pequenos do que aqueles que conseguem ser observados a olho nu, pelo que a sua observação só consegue ser feita através de lentes ao microscópio.